# Yoshitomo Nara

Graffiti van Yoshitomo Nara in New York

Yoshitomo Nara (Japans: 奈良美智, Nara Yoshitomo) (Hirosaki, 5 december 1959) is een Japans kunstenaar (kunstschilder, tekenaar, maker van sculpturen). In de jaren negentig van de 20e eeuw groeide hij uit tot een van de belangrijkste figuren van de Japanse popart. Nara studeerde onder andere aan de kunstacademie in Düsseldorf.

## Manga-invloed
Nara maakt figuratieve schilderijen van figuren, cyborgs en dieren, in een stijl die beïnvloed is door de Japanse manga-strip. De motieven worden gestileerd en tweedimensioneel weergegeven in een stijl die Super Flat Art wordt genoemd. Een motief in zijn werk is 'het peutermeisje', dat er op het eerste gezicht schattig uitziet en met grote ogen de beschouwer aankijkt. De figuur is zoet gekleurd. Het beeld krijgt een andere lading en spanning als blijkt dat sommige van die meisjes een mes of een zaag bij zich dragen. De onderhuidse agressie wordt zichtbaar. De monochrome achtergrond is atmosferisch (en met lichtvlekken) geschilderd.

## Cobain
Meestal exposeert Nara zijn schilderijen in door hem ontworpen ruimtes, zoals huisjes. De titels ontleent hij vaak aan punk- en rockmuziek, zoals: "Fuck everything", "I don't mind if you forget about me", "Slash with a knife". Nara vergelijkt zichzelf met Kurt Cobain in het geven van een stem aan een generatie die zich niet kan of wil uitdrukken.
- Bibsys: 5023319
- Biblioteca Nacional de España: XX1588296
- Bibliothèque nationale de France: cb14485238h (data)
- Catàleg d'autoritats de noms i títols de Catalunya: 981058519548106706
- CiNii: DA11893010
- Gemeinsame Normdatei: 121769550
- International Standard Name Identifier: 0000 0001 2321 6160
- Library of Congress Control Number: no2001037878
- MusicBrainz: daa4ded2-2d1d-4404-8f61-75918ce3eb1f
- Bibliotheek van het Japanse parlement: 00680363
- Nationale Bibliotheek van Israël: 987007319649205171
- Nederlandse Thesaurus van Auteursnamen: 237898985
- Réseau des bibliothèques de Suisse occidentale: 02-A016881622
- RKD-Nederlands Instituut voor Kunstgeschiedenis: 241176
- SNAC: w6rv4kcr
- Système universitaire de documentation: 060853115
- Union List of Artist Names: 500033169
- Virtual International Authority File: 116439660
- WorldCat: E39PBJcKQHGHMxCkK9hjMWPG73